# El tigre de Santa Julia (película de 2002)
El tigre de Santa Julia es una película mexicana, del año 2002. Dirigida por Alejandro Gamboa.

## Sinopsis
El film narra parte de la vida del bandolero José de Jesús Negrete Medina pero trastocando la realidad para convertirlo en un héroe y ladrón justiciero.  La escenografía y ambientación de la película evoca a la revista El Payo que se publicaba en la década de 1970. La historia comienza narrando el nacimiento de Negrete Medina en Cuerámaro, Gto., en donde queda huérfano de madre, pues esta muere durante el parto, y donde es rechazado por su padre.  Ya como adulto se traslada al barrio de Santa Julia en la Ciudad de México. Milita durante algún tiempo en el ejército en la época del Porfiriato pero rechaza la idea de luchar en contra las manifestaciones civiles y en contra los rebeldes.
Al ser herido en una batalla por el capitán Calleja, se da de baja del ejército. A su regreso a Santa Julia se ve involucrado en una riña con un golpeador de mujeres. El hecho es magnificado por el periodista Nando quien le asigna el apodo de “el Tigre”. Medina Negrete inicia sus hazañas como bandolero con un grupo de hombres, quienes, por no seguir su plan, caen muertos durante su primer robo a una hacienda.  De esta forma, Medina recluta mujeres para formar una nueva banda, la cual es perseguida por el capitán Calleja.

## Datos técnicos
Fue una producción tripartita de Videocine, Plural y Cinépolis Producciones, siendo el productor principal Eckehardt von Damm, el productor ejecutivo Salvador de la Fuente y el director de producción Pablo Martínez de Velasco. El diseño de producción fue de Antonio Muño-Hierro.
La dirección estuvo a cargo de Alejandro Gamboa, quien contó con Joaquín Silva, Issa García Ascot y Santiago Paredes como sus asistentes. El guion fue escrito por el propio Alejandro Gamboa y Francisco Sánchez. La ambientación de los escenarios estuvo a cargo de Sandra Cabriada, los vestuarios de época fueron confeccionados por Adela Cortázar.  La fotografía fue de Alfredo Kassem, los responsables de sonido fueron Antonio Diego, Ruy García, Rafael Molina y Alejandro Gamboa. La musicalización fue de Santiago Ojeda.

## Reparto
El casting lo realizó Manuel Teil, quien finalmente seleccionó como protagonistas principales a:
| - Miguel Rodarte: José de Jesús Negrete Medina "el Tigre" - Irán Castillo: Gloria Galicia - Ivonne Montero: Rosa - Fernando Luján: Nando, el escritor - Adalberto Parra: Calleja - Juan Ríos: Pedro Luna - Isaura Espinoza: Simona Medina - Anilú Pardo: Inés Luna - Roberto "el Flaco Guzmán": Tuerto Artemio | - Jéssica Segura: Yola - Cristina Michaus: Tomasa Rojo - Julio Casado: Garduño - Luis Couturier: aristócrata - Juan Ángel Esparza: Zepeda - Juan Carlos Martín del Campo: escolta - Joaquín Cosío: jefe de escoltas del aristócrata - Raúl Méndez: Miranda |

## Premios y reconocimientos
El film participó en el Festival de Cine Latinoamericano de Nueva York LaCinemaFe, como resultado se ganó el premio Manzana de Oro a la mejor película y, por su actuación, Anilú Pardo ganó el premio correspondiente a la mejor actriz. Por otra parte, el periódico El Heraldo de México —en su última entrega de los Premios Heraldo, que tuvo lugar en el 2003— reconoció a Irán Castillo como mejor actriz, a Miguel Rodarte como revelación masculina y a Ivonne Montero como revelación femenina. En los premios MTV Movie Awards México 2003, fueron nominados Irán Castillo como actriz favorita, Miguel Rodarte como actor favorito, Adalberto Parra como villano favorito y la canción “Hiéreme” como mejor rola peliculera; fue premiada la escena de Ivonne Montero y Miguel Rodarte como mejor secuencia cachonda. Por parte de la Academia Mexicana de Artes y Ciencias Cinematográficas, fueron nominados a los Premios Ariel el guion, el diseño de vestuario, el sonido, los efectos especiales e Isaura Espinoza como mejor actriz de cuadro.